# ماريون تومسون
ماريون تومسون (بالإنجليزية: Marion Thomson)‏ هي محامية نيوزيلندية، ولدت في 1911، وتوفيت في 1 مارس 2007.